# 石埠镇
石埠镇，是中华人民共和国江西省南昌市新建区下辖的一个乡镇级行政单位。

## 行政区划
石埠镇下辖以下地区：
石埠街社区、石埠村、观背村、田垅村、岗背村、留田村、珂里村、龙岗村、璜源村、新潘村、霞源村、西岗村、乌城村、竹园村、华山村、洋湖村、筛岗村、鲁田村、上莘村和红林林场生活区。